# De Syv Bud (Kammerat Napoleon)
 For alternative betydninger, se De syv bud. (Se også artikler, som begynder med De syv bud)
De Syv Bud forekommer i romanen Kammerat Napoleon (originaltitel Animal Farm) af den engelske forfatter George Orwell og er et sæt regler, der skal hjælpe til at opretholde ordenen og sikre Animalismen på Dyrenes Gård. De Syv Bud skal forene dyrene i den fælles sag på menneskene og forhindre dem i at overtage menneskenes dårlige vaner.

## De Syv Bud
- 1. Hvad som helst, der går på to ben, er en fjende.
  2. Hvad som helst, der går på fire ben, eller har vinger, er en ven.
  3. Intet dyr må bære klæder.
  4. Intet dyr må sove i en seng.
  5. Intet dyr må drikke spiritus.
  6. Intet dyr må dræbe noget andet dyr.
  7. Alle dyr er Lige.

De Syv Bud blev oprindeligt skrevet af Snowball og er Animalismens (kommunismens) "uforanderlige" principper. Da ikke alle dyr kan huske dem (og heller ikke læse dem), bliver de kogt ned til "Fire ben godt, to ben ondt" (vinger tæller i denne forbindelse som ben), hvilket fårene hele tiden gentager og på den måde afleder de andre dyrs opmærksomhed fra grisenes løgne. De Syv Bud bliver senere ændret af Squealer på Napoleons ordre for at legitimere grisenes handlinger, der mere og mere ligner menneskenes.

## De Syv Bud brydes
Til slut i bogen er alle syv bud blevet brudt af grisene. Squealer ændrer dem hele tiden til grisenes fordel, for eksempel:
- Intet dyr må sove i en seng med lagener.
- Intet dyr må drikke spiritus til overmål.
- Intet dyr må dræbe noget andet dyr uden grund.

Til sidste lærer grisene at gå på to ben og betragte de andre firbenede dyr som laverestående. Grisene begynder at gå med den tidligere ejer af gården, mr. Jones' tøj, at sove i senge og drikke spiritus. De henretter brutalt de dyr, der er blevet tvunget til at tilstå, forbrydelser, de ikke har begået. Senere, da hesten Boxer kommer til skade, bliver han "sendt til dyrlægen", mens han i virkeligheden bliver solgt til hesteslagteren, så grisene kan købe whisky.
Opsummeringen af De Syv Bud – "Fire ben godt, to ben ondt" – ændres til "Fire ben godt, to ben bedre", da grisene bliver mere og mere menneskelige.

## Det sidste bud
Ved bogens slutning har Squealer reduceret alle syv bud til ét:
- ALLE DYR ER LIGE. MEN NOGLE DYR ER MERE LIGE END ANDRE.

Denne artikel er en oversættelse af artiklen Seven Commandsments på den engelske Wikipedia. Oversættelsen tager i sin sprogbrug desuden udgangspunkt i den danske udgave af Kammerat Napoleon (Søren Gyldendals Klassikere 2000), oversat af Ole Brandstrup.